# Hennes kungliga höghet
Hennes kungliga höghet är en svensk dramafilm från 1916 i regi av Fritz Magnussen. 

## Om filmen
Filmen premiärvisades 28 februari 1916 på biograf Kronan i Göteborg. Filmen spelades in vid Svenska Biografteaterns ateljé på Lidingö av Hugo Edlund. 

## Roller i urval
- Karin Molander - Prinsessan Irma av Aquitanien
- Nicolay Johannsen - Prins Albert av Valencia
- Erik A. Petschler - Greve Castelani, minister
- Stina Berg - Comtess Nasi, hovdam
- Juliette Lind - Juanita Silva, sångerska